# Episodi di The Comeback (prima stagione)
La prima stagione della serie televisiva The Comeback è stata trasmessa sul canale statunitense HBO dal 5 giugno al 4 settembre 2005.
In Italia la serie è andata in onda dall'11 gennaio 2007 su Paramount Comedy.
| nº | Titolo originale                     | Prima TV USA     | Prima TV Italia  |
| -- | ------------------------------------ | ---------------- | ---------------- |
| 1  | The Comeback                         | 5 giugno 2005    | 11 gennaio 2007  |
| 2  | Valerie Triumphs at the Upfronts     | 12 giugno 2005   | 11 gennaio 2007  |
| 3  | Valerie Bonds With the Cast          | 19 giugno 2005   | 18 gennaio 2007  |
| 4  | Valerie Stands Up for Aunt Sassy     | 26 giugno 2005   | 18 gennaio 2007  |
| 5  | Valerie Demands Dignity              | 10 luglio 2005   | 25 gennaio 2007  |
| 6  | Valerie Saves the Show               | 17 luglio 2005   | 25 gennaio 2007  |
| 7  | Valerie Gets a Very Special Episode  | 24 luglio 2005   | 1º febbraio 2007 |
| 8  | Valerie Relaxes in Palm Springs      | 31 luglio 2005   | 1º febbraio 2007 |
| 9  | Valerie Hangs With the Cool Kids     | 7 agosto 2005    | 8 febbraio 2007  |
| 10 | Valerie Gets a Magazine Cover        | 14 agosto 2005   | 8 febbraio 2007  |
| 11 | Valerie Stands Out On The Red Carpet | 21 agosto 2005   | 15 febbraio 2007 |
| 12 | Valerie Shines Under Stress          | 28 agosto 2005   | 15 febbraio 2007 |
| 13 | Valerie Does Another Classic Leno    | 4 settembre 2005 | 22 febbraio 2007 |